# إميلي ثورنبيري
إميلي آن ثورنبيري (من مواليد 27 يوليو 1960) هي سياسية عمالية بريطانية وكانت عضوًا في البرلمان (MP) عن دائرة إيسلينغتون ساوث وفينسبري منذ عام 2005. وقد شغلت منصب المدعي العام في الظل لإنجلترا وويلز منذ عام 2021، وقبل ذلك من عام 2011 إلى عام 2011. 2014. شغلت أيضًا عددًا من المناصب العليا الأخرى في المقاعد الأمامي لحزب العمال، مثل وزير خارجية الظل من 2016 إلى 2020، ووزير الظل الأول من 2017 إلى 2020، ووزير الظل للتجارة الدولية من 2020 إلى 2021.
انتخبت ثورنبيري لأول مرة في عضوية البرلمان في عام 2005 وشغلت منصب المدعي العام في الظل لإنجلترا وويلز في حكومة الظل برئاسة إد ميليباند من عام 2011 حتى استقالتها في عام 2014 بعد إرسال تغريدة تسخر من منزل يرفع أعلام إنجلترا. بعد فوز جيريمي كوربين في انتخابات قيادة حزب العمال لعام 2015، تم تعيين ثورنبيري وزيرة دولة الظل للتوظيف في سبتمبر 2015، ووزيرة دولة الظل للدفاع في يناير 2016، ووزيرة دولة الظل للشؤون الخارجية وشؤون الكومنولث في يونيو 2016. وكانت مرشحة. لخلافة كوربين كزعيم لحزب العمال في انتخابات القيادة لعام 2020 ولكن تم إقصاؤه من السباق بعد فشله في الحصول على عدد الترشيحات المطلوبة.
تم تعيين ثورنبيري في حكومة الظل التي يرأسها كير ستارمر كوزيرة دولة الظل للتجارة الدولية ورئيسة الظل لمجلس التجارة في أبريل 2020. وتم تعيينها مدعية عامة للظل في إنجلترا وويلز في نوفمبر 2021.

## نشأتها
ولدت إميلي ابنة الدبلوماسي البريطاني سيدريك ثورنبيري في غلدفورد، ساري، والتحقت بمدرسة ثانوية محلية حديثة. بعد تخرجها من جامعة كينت في كانتربري، عملت كمحامية في مجال حقوق الإنسان من عام 1985 إلى عام 2005 وانضمت إلى نقابة عمال النقل والعمال العامين.

## آرائها السياسية
استقال عدد من أعضاء المجالس البلدية من حزب العمال المعارض الرئيسي في المملكة المتحدة في احتجاجًا على دعم زعيم الحزب كير ستارمر لما أسماه حق إسرائيل في قطع إمدادات الطاقة والمياه عن الفلسطينيين الذين يعيشون في غزة على خلفية حرب الإسرائيلية على غزة، وقد أدلى بعض الأعضاء البارزين في حكومة الظل وكبار أعضاء الحزب بتصريحات مماثلة دفاعًا عن تصرفات إسرائيل، بما في ذلك إميلي ثورنبيري المدعي العام في الظل؛ جون هيلي وزير دفاع الظل، وديفيد لامي وزير خارجية الظل.